# Любанци
Любанци или Любанце (на македонска литературна норма: Љубанци) е село в община Бутел на Северна Македония.

## География
Селото е разположено в областта Църногория, северно от Скопие в подножието на Скопска Църна гора. В селото се намира Любанският манастир „Свети Никола“. Църквата в селото е посветена на Света Богородица.

## История
В края на XIX век Любанци е българско село в Скопска каза на Османската империя. Според статистиката на Васил Кънчов („Македония. Етнография и статистика“) към 1900 година в Любанци живеят 780 българи християни.
В началото на XX век цялото християнско население на селото е под върховенството на Българската екзархия. По данни на секретаря на екзархията Димитър Мишев („La Macédoine et sa Population Chrétienne“) в 1905 година в Любанци има 1032 българи екзархисти и функционира българско училище.
При избухването на Балканската война 13 души от Любанци са доброволци в Македоно-одринското опълчение.
След Междусъюзническата война в 1913 година селото попада в Сърбия.
В Първата световна война 3 души от селото загиват като войнци в Българската армия.
На етническата си карта от 1927 година Леонард Шулце Йена показва Любанца (Ljubanca) като българско християнско село.
На етническата си карта на Северозападна Македония в 1929 година Афанасий Селишчев отбелязва Любанце като българско село.
По време на българското управление във Вардарска Македония в годините на Втората световна война, Кирил Ан. Групчев от Охрид е български кмет на Любанци от 10 септември 1941 година до 30 октомври 1942 година. След това кметове са Панче Иванов Медаров от Велес (30 октомври 1942 – 2 април 1943), Кирил Ан. Групчев (2 април 1943 – 19 ноември 1943) и Владимир Иванов Секираров от Куманово (19 ноември 1943 – 9 септември 1944).

## Демография
Според преброяването от 2002 година селото има 928 жители.
| Националност     | Всичко |
| северномакедонци | 912    |
| албанци          | 0      |
| турци            | 0      |
| роми             | 9      |
| власи            | 0      |
| сърби            | 6      |
| бошняци          | 0      |
| други            | 1      |

## Личности
Родени в Любанци
- Димо Стефков, български революционер от ВМОРО, четник на Петър Журски[9]
- Йове Кекеновски (р. 1962), политик от Северна Македония
- Илия Петров, войвода на ВМРО в Скопска Църна гора в 1924 година.[10]
- Младен Соколов, български общественик, през Първата световна война награден с орден „Св. Александър“ за укрепване на националния дух в Македония[11]
- Никола Цветков, български революционер от ВМОРО, четник на Никола Андреев[12]
- Нешо Стоянов, български революционер от ВМОРО, четник на Петър Журски[9]
- Петър Бойков (Байков) (1875 – ?), български революционер от ВМОРО, четник на Велко Манов и Никола Андреев[13]
- Сокол Раев (? – 1870), български възрожденец
- Спас Станков Стефанов (? – 18 юни 1927), български революционер, деец на ВМРО[14]
- Стоил Пендов (1898 – ?), български революционер, войвода на ВМРО
- Стойко Николов (1872 – ?), български революционер от ВМОРО, четник на Велко Манов[15]
- Цветко Ацев, македоно-одрински опълченец, Огнестрелен парк на МОО[16]